# Kelvin Sebwe
Kelvin Sebwe (Monrovia, Liberia, 4 de abril de 1972) es un exfutbolista de Liberia que jugaba en la posición de centrocampista. Es hermano del también futbolista Dionysius Sebwe.

## Carrera

### Club
| Periodo   | Club                     |
| --------- | ------------------------ |
| 1988-1992 | Monrovia Black Star      |
| 1992-1993 | AS Monaco                |
| 1993-1994 | R.F.C. Liégeois          |
| 1994–1996 | Toulouse FC              |
| 1996–1997 | Skoda Xanthi FC          |
| 1997–1999 | AEK Athens FC            |
| 1999–2000 | Iraklis FC               |
| 2000–2001 | AO Patraikos             |
| 2000–2001 | Panachaiki FC            |
| 2001–2002 | Al Dhafra FC             |
| 2002–2003 | Shabab Al-Ahli Club      |
| 2003–2004 | Al-Jazira Club           |
| 2004–2005 | Panserraikos             |
| 2005–2008 | AO Kavala                |
| 2006–2007 | → Doxa Drama FC (cedido) |
| 2008–2009 | Ifaistos Peristeriou     |
| 2009–2010 | Asteras Drepaniakos      |

### Selección nacional
Debutó con Liberia el 16 de octubre de 1988 en la derrota por 1-3 ante Malí en Bamako por la clasificación para la Copa Africana de Naciones de 1988. Su primer gol internacional lo anotó el 30 de agosto de 1992 en el empate 1-1 ante Tanzania en Monrovia por la clasificación para la Copa Africana de Naciones de 1992 y su último partido internacional lo jugó el 6 de junio de 2008 en la derrota por 0-3 ante Argelia en Blida por la clasificación de CAF para la Copa Mundial de Fútbol de 2010.
Jugó 62 partidos internacionales y anotó 10 goles; participó en dos ediciones de la Copa Africana de Naciones.